# The Captain from Köpenick
The Captain from Köpenick é um filme de comédia produzido nos Estados Unidos e lançado em 1941.